# 賈内拉橋
賈内拉橋（英語：Gianella Bridge）是位於美國加利福尼亚州漢密爾頓城、格伦县與布特郡之間的一座橫跨萨克拉门托河的平旋橋。是加州32号州道的組成部分，由棉花兄弟以及聯合承包商于1908-1911年之間建立。又稱漢密爾頓市的薩克拉門托河大橋（英語：Sacramento River Bridge at Hamilton City）。它于1982年被列入國家史蹟名錄。1984年被列入美国历史工程记录。
雖然兩縣皆希望有一座橋梁互相連接，但是對橋梁的選址問題卻產生了分歧。格倫縣傾向將選址定於漢密爾頓城，以支持漢密爾頓城的甜菜產業。而布特郡則傾向將選址定於接近奇科的地區。然而後來因受一位出生於瑞士的大地主兼甜菜農文森佐·贾内拉的影響而打破此次僵局。
後來該橋被一座混凝土公路橋所取代，并於1987年被拆除。盡管如此，該橋仍然被列入國家史蹟名錄，直至2013年。

## 外部鏈接
- Historic American Engineering Record (HAER) No. CA-44, "Gianella Bridge, Spanning Sacramento River at State Highway 32, Hamilton City vicinity, Glenn County, CA"